# Oorlogsgeheimen (film)
Oorlogsgeheimen is een Nederlandse film uit 2014 van regisseur Dennis Bots. Het verhaal is gebaseerd op  het gelijknamige boek van Jacques Vriens. De belangrijkste rollen zijn voor Pippa Allen, Maas Bronkhuyzen en Joes Brauers. Het verhaal speelt zich af tijdens de Tweede Wereldoorlog.

## Verhaal
De film speelt zich af in Zuid-Limburg in het jaar 1943. Tuur en Lambert zijn elkaars beste vrienden en onafscheidelijk. Dan komt er een nieuw meisje in de klas: Maartje. Maartje deelt een groot geheim met Tuur, wat hij met niemand mag delen, ook niet met Lambert. Hierdoor beginnen er scheuren te ontstaan in hun vriendschap. De NSB-vader van Lambert wordt vervolgens burgemeester van hun dorp en Tuur merkt dat zijn vader en zijn broer bij het verzet zitten. Lambert ontdekt per toeval dat Maartje een biggetje verstopt en op een avond vertelt hij dit aan zijn vader. De volgende dag doen de Duitsers een huiszoeking bij Maartje thuis en ontdekken ze het geheim van Maartje. De "oom" van Maartje slaat tijdens een verhoor door en noemt alle namen uit het verzet. Als Duitsers iedereen van het verzet gaan oppakken moeten Tuur en zijn familie vluchten. Lambert moet nu een keuze maken tussen zijn vriendschap en zijn ouders. Hij is ongewis over het lot wat Maartje wachtte.

## Rolverdeling
| Acteur           | Personage    | Opmerkingen       |
| ---------------- | ------------ | ----------------- |
| Maas Bronkhuyzen | Tuur         | Hoofdrol          |
| Joes Brauers     | Lambert      | Hoofdrol          |
| Loek Peters      | Hr. Ramakers | Vader van Tuur    |
| Nils Verkooijen  | Leo          | Broer van Tuur    |
| Eva Duijvestein  | Mw. Ramakers | Moeder van Tuur   |
| Stefan de Walle  | Hr. Nijskens | Vader van Lambert |
| Pippa Allen      | Maartje      | Hoofdrol          |
| Beau Schneider   | Roeland      | Broer van Lambert |